# Jan Edelman Bos
Johannes Bernardus Martinus "Jan" Edelman Bos (1 april 1925 – 1 maart 2024) was een Nederlands bedrijfskundige, topbestuurder en organisatieadviseur. Hij was hoogleraar bedrijfskunde aan de Technische Hogeschool te Delft en later aan de Erasmus Universiteit Rotterdam.
Edelman Bos is bekend van spraakmakend onderzoek naar onder andere ontwikkelingssamenwerking, de Rotterdamse gemeentepolitiek, modernisering van de gemeentepolitie aldaar en medezeggenschap in het hoger onderwijs.

## Levensloop
Edelman Bos studeerde gedragswetenschappen en begon in 1951 als organisatieadviseur in Amsterdam. In die tijd was hij ook betrokken bij het postacademisch onderwijs aan het Sioo, en bij de Stichting Studiecentrum Bedrijfsbeleid (Berg en Dal), waar de eerste managementcursussen werden gegeven voor senior managers.
Als organisatieadviseur kwam Edelman Bos terecht bij Bosboom & Hegener, waar hij opklom tot voorzitter van de raad van bestuur. Hij was van 1973 tot 1976 ook Voorzitter van de Orde van organisatiekundigen en -adviseurs.
Hij was vanaf 1979 hoogleraar bedrijfskunde aan de Technische Hogeschool te Delft en werd in 1982 tot bestuurslid benoemd van de Nederlandse Omroep Stichting als opvolger van prof. dr. Jan Kreiken. Met de oprichting van de bedrijfskundefaculteit aan de Erasmus Universiteit Rotterdam verhuisde hij naar Rotterdam, waar hij tot 1990 diende als hoogleraar accountancy.
Edelman Bos overleed op 1 maart 2024, exact een maand voordat hij 99 zou zijn geworden, op 98-jarige leeftijd.

## Publicaties, een selectie
- in samenwerking met anderen. Onder andere, Amsterdam 1972.
- TU Delft. Afkomst van toekomst: De uitdaging van organisationele strategie-ontwikkeling, 7 maart 1979. intreerede
- met C.A. de Feyter. Stromingen in strategieland : verkenning van organisatiestrategie als een vakgebied in opkomst. 1983.
- met J.J. Swanink (red.) Management bij de overheid. Het belang van een nieuw elan., 1986. Nederlands Studie Centrum Vlaardingen
- Erasmus MC. Strategisch management in de gezondheidszorg: mission impossible?, 2 april 1987. intreerede
- Erasmus Universiteit Rotterdam. Bezwijkende muren: strategisch management in processen van ontgrenzing en hergrenzing, 26 april 1990. uittrede-rede

- International Standard Name Identifier: 0000 0003 9082 9009
- Nederlandse Thesaurus van Auteursnamen: 069260702
- Virtual International Authority File: 284487060
- WorldCat: E39PBJwmXpwdwxQ3vxr7pvhj4q